# Lomatia atropos
Lomatia atropos är en tvåvingeart som beskrevs av Egger 1859. Lomatia atropos ingår i släktet Lomatia och familjen svävflugor. Inga underarter finns listade i Catalogue of Life.